# Coupe d'Irlande féminine de football 2020
 (mai 2025).
Si vous disposez d'ouvrages ou d'articles de référence ou si vous connaissez des sites web de qualité traitant du thème abordé ici, merci de compléter l'article en donnant les références utiles à sa vérifiabilité et en les liant à la section « Notes et références ».
Navigation
Édition précédente Édition suivante
La Coupe d'Irlande féminine de 2020 est la 32e édition de la Coupe d'Irlande féminine de football. Cette compétition est organisée par la Fédération d'Irlande de football. le Wexford Youths Women's Football Club est le double tenant du titre avec ses victoire en 2018 et 2019.

## Organisation de la compétition
Quatre tours avec des matchs à élimination directe sont organisés pour déterminer le vainqueur de la compétition.
À cause de la pandémie de Covid-19, la formule d'organisation de la compétition est bouleversée. Seules les équipes participantes au championnat d'Irlande féminin de football sont inscrites. La présence de neuf équipes oblige à l'organisation d'un tour préliminaire.

## Tour préliminaire
le tour préliminaire oppose deux équipes pour leur permettre d'accéder aux quarts de finale. Ce match est déterminé par un tirage au sort qui a lieu le 30 juillet 2020 dans les locaux de la fédération irlandaises. ce sont deux des nouvelles arrivantes dans le championnat qui sont ainsi tirées au sort : Athlone Town et Bohemian WFC. la rencontre est programmée pour le dernier week-end d'août.
| Club recevant | Score            | Club visiteur |
| ------------- | ---------------- | ------------- |
| Athlone Town  | 1-1 2-4 t. a. b. | Bohemian WFC  |

## Quarts de finale
| Quart de finale 1    | Bohemian WFC     | 1-3   | Cork City WFC                                                   | Oscar Traynor Centre |  |
| 4 octobre 2020 14:00 | Abbie Brophy 60e | (0-3) | Lauren Egbuloniu 6e · Ciara McNamara 18e · Nathalie O'Brien 34e |                      |  |

| Quart de finale 2    | Galway WFC                                | 2-3   | Wexford Youths Women's                                      |  |  |
| 4 octobre 2020 18:00 | Méabh De Búrca 19e · Jamie Turrentine 64e | (1-2) | Ciara Rossiter 41e · Vanessa Ogbonna 45e · Lauren Kelly 85e |  |  |

| Quart de finale 3    | Peamount United        | 1-0   | Shelbourne Ladies | PRL Park |  |
| 4 octobre 2020 18:30 | Eleanor Ryan Doyle 13e | (1-0) |                   |          |  |

| Quart de finale 4    | Treaty United WFC                     | 2-0   | DLR Waves |  |  |
| 4 octobre 2020 14:00 | Gillian Keenan 66e · Aoife Horgan 83e | (0-0) |           |  |  |

## Demi-finales
| Demi-finale 1         | Wexford Youths Women's | 0-1   | Peamount United       | Ferrycarrig Park                                |                                                 |
| 8 novembre 2020 14:00 |                        | (0-0) | Dearbhaile Beirne 53e | Spectateurs : Huis-clos Arbitrage : Paula Brady | Spectateurs : Huis-clos Arbitrage : Paula Brady |

| Demi-finale 2         | Cork City WFC          | 2-0   | Treaty United | Bishopstown Stadium     |                         |
| 8 novembre 2020 14:00 | Saoirse Noonan 10e 13e | (2-0) |               | Spectateurs : Huis-clos | Spectateurs : Huis-clos |

## Finale
| Finale                 | Cork City WFC | 0-6   | Peamount United                                                                                       | Tallaght Stadium                                                     |                                                                      |
| 12 décembre 2020 15:15 |               | (0-0) | Stephanie Roche 46e 52e · Áine O'Gorman 76e · Karen Duggan 81e · Becky Watkins 83e · Tiegan Ruddy 86e | Spectateurs : Huis-clos Diffuseur : RTÉ 2 Arbitrage : Claire Purcell | Spectateurs : Huis-clos Diffuseur : RTÉ 2 Arbitrage : Claire Purcell |